# 로스 헐
로스 헐(Ross Hull, 1975년 8월 25일 ~ )은 캐나다의 배우, 영화배우, 텔레비전 배우이다.
몬트리올에서 태어났다.

## 영화
- 아이언 이글 4 (1995년)
- 레디 오어 낫 (1993년)